# 안악군
안악군(安岳郡)은 조선민주주의인민공화국 황해남도 서쪽에 있는 군이다.

## 지리
황해남도의 중북부에 위치하고 동쪽으로 재령군, 서쪽으로 삼천군·은률군, 북쪽으로 은천군과 접한다. 대부분이 평지이나 서쪽의 은률군과의 경계에는 명산으로 여겨지는 구월산(954m)이 있다.

## 역사
| Daedongyeojido (Gyujanggak) 10-05.jpg |
| Daedongyeojido (Gyujanggak) 11-05.jpg |

일제강점기까지 현재의 은천군을 포함하고 있어 대동강 하구와 면해 있었다.
재령강 유역의 비옥한 지대라 예부터 사람이 많이 살았기 때문에 패총을 비롯해 고구려 고분 등 옛 무덤이 종종 발견된다. 이 가운데 고구려 고분인 안악 3호분이 유명하다. 한사군의 대방군을 안악에 비정하는 경우도 있다.
일제 강점기에 민족운동이 성행하여 안악사건이 일어났던 곳이다.
- 757년 - 양악군이 설치되었다.
- 940년 - 안악군이 되었다.
- 1018년 - 풍주에 속했다.
- 조선 - 안악군이 되어 황해도에 속했다.
- 1895년 - 해주부 안악군(23부제)이 되었다.
- 1938년 10월 1일 - 안악면이 안악읍으로 승격하였다.[2]
- 1952년 12월 - 은천군을 분리하고 안악군과 신천군의 일부가 합병해 안악군이 재편성되었다(27리).

## 교통
철도는 없고 도로로만 접근이 가능하다.

## 행정 구역
1읍과 26리가 있다.
- 안악읍 (安岳邑)
- 판륙리 (板六里)
- 남정리 (南井里)
- 연등리 (燃燈里)
- 평정리 (坪井里)
- 대추리 (大楸里)
- 구와리 (龜臥里)
- 원룡리 (元龍里)
- 엄곶리 (嚴串里)
- 봉성리 (鳳城里)
- 복사리 (伏獅里)
- 금강리 (金岡里)
- 신촌리 (新村里)
- 유성리 (楡城里)
- 로암리 (路岩里)
- 오국리 (五局里)
- 마명리 (馬鳴里)
- 굴산리 (屈山里)
- 덕성리 (德成里)
- 월산리 (月山里)
- 한월리 (漢月里)
- 강산리 (江山里)
- 룡산리 (龍山里)
- 경지리 (境地里)
- 월지리 (月池里)
- 월정리 (月精里)
- 패엽리 (貝葉里)

## 같이 보기
- 조선민주주의인민공화국의 지리
- 조선민주주의인민공화국의 행정 구역